# Pseudobranchus
Pseudobranchus es un género de salamandras acuáticas de la familia Sirenidae. Habitan en Estados Unidos, desde Carolina del Sur hasta Florida.

## Características
Los miembros de este género tienen patas anteriores pequeñas y carecen de extremidades inferiores. Se diferencian de las especies del género Siren por poseer tres dedos en cada pata, en lugar de cuatro.

## Especies y subespecies
- Pseudobranchus axanthus Netting & Goin, 1942
  - Pseudobranchus axanthus axanthus.
  - Pseudobranchus axanthus belli.
- Pseudobranchus striatus (LeConte, 1824)
  - Pseudobranchus striatus striatus.
  - Pseudobranchus striatus lustricolus.
  - Pseudobranchus striatus spheniscus.